# Græsk mytologi
 Denne artikel bør gennemlæses af en person med fagkendskab for at sikre den faglige korrekthed.

Græsk mytologi består af en række mytologiske historier fra Oldtidens Grækenland. Disse historier eller myter omhandler grækernes guder og helte, forklarer hvordan verden fungerer, og hvordan religionen er opstået. Moderne forskere refererer til myterne og studerer dem i et forsøg på at kaste lys over de gamle grækeres religiøse og politiske institutioner og for at få en forståelse for mytedannelsens natur. Moderne forsøg på at genoplive den græske religion kaldes hellenisme eller Nyhedenskab.
Den græske mytologi består af en stor samling fortællinger, som forklarer verdens oprindelse og en række vidt forskellige guder, gudinder, helte, heltinder og andre mytologiske væseners liv og oplevelser. Fortællingerne blev oprindeligt fortalt fra mund til mund. I dag kendes de primært fra nedskrevne værker. Mange af fortællingerne er også overleveret gennem kunstværker som vasemalerier. De ældste kendte litterære kilder er de episke digte Iliaden og Odysseen af Homer, der fokuserer på begivenheder omkring den trojanske krig. To digte af Homers næsten samtidige Hesiod Theogonien og Værker og dage indeholder optegnelser om verdens fødsel, de guddommelige herskeres arvefølge, menneskealdrenes rækkefølge, oprindelsen til menneskets skæbne og oprindelsen til ofringer. Myterne er ligeledes kendt fra de Homeriske hymner, i fragmenter af episke digte af den Episke cyklus, i lyriske digte, fra tragedierne fra det 5. århundrede f.Kr., i tekster fra lærde og digtere fra den hellenistiske tid og fra Romerrigets forfattere, som for eksempel Plutark og Pausanias.
De store udgravninger af mykenske og minoiske fund har hjulpet til at besvare mange af de spørgsmål, der har været stillet om Homers historier og har fremskaffet beviser på mange af detaljerne i myterne om guder og heroer. Græsk mytologi blev afbildet på kult(ur)genstande: Geometrisk dekoration på keramik fra det 8. århundrede f.Kr., som bl.a. viser scener fra den trojanske krig og Herakles' tolv arbejder. I de følgende arkaiske, klassiske og hellenistiske perioder supplerer de homeriske og andre mytologiske scener de eksisterende litterære vidnesbyrd.
Græsk mytologi har haft en omfattende indflydelse på den vestlige civilisations kultur, kunst og litteratur og vedbliver at være en vigtig del af den vestlige kulturarv. Digtere og kunstnere har siden oldtiden fundet inspiration i den, og de mytologiske temaer har givet relevans og vigtighed.

## Etymologi
Alle kulturer har deres egne myter. Begrebet mytologi er af græsk oprindelse og havde i den græske kultur en specialiseret betydning.
Det græske begrebet mythologia er sammensat af to mindre ord:
- mythos (μῦθος) som på klassisk græsk betyder noget i retningen af "mundtlig tale", "ord uden handling" (Aischylos: "ἔργῳ κοὐκέτι μύθῳ "fra ord til gerning"[3]), og ved udvidelse; "en ritualiseret talehandling" som til en høvding ved et råd, en poet, en præst eller en fortælling (Aischylos: Ἀκούσει μῦθον ἐν βραχεῖ λόγῳ "Hele fortællingen du vil høre i kort tidsperiode".[4]
- logos (λόγος) som i klassisk græsk står for: a) det mundtlige eller skriftlige udtrykket af tanker og b) en persons mulighed for at udtrykke deres tanker (indre logoer).[5]